# سيرجي بلوخي
سيرجي نيكولايفيتش بلوخي (مواليد 23 ماي 1957) (بالأوكرانية: Сергій Миколайович Плохій)‏ هو مؤرخ ومؤلف متخصص في تاريخ أوكرانيا وأوروبا الشرقية، والدراسات المتعلقة بالحرب الباردة. وهو أستاذ بجامعة هارفارد، حيث يعمل أيضًا مديرا لمعهد الأبحاث الأوكراني.

## مسيرته
ولد سيرجي بلوخي في مدينة نيجني نوفغورود بروسيا، وقضى طفولته وسنوات دراسته في زاباروجيا بأوكرانيا.
حصل بلوخي على شهادته الجامعية في التاريخ والعلوم الاجتماعية من جامعة دنيبروبتروفسك سنة 1980، كما حصل على شهادة الدراسات العليا من الجامعة الروسية لصداقة الشعوب سنة 1982. حصل على شهادة التأهيل في التاريخ من جامعة تاراس شفتشينكو الوطنية في كييف عام 1990.

## روابط خارجية
- Plokhii, Serhii. Ukraine or Little Russia? Revisiting the Early Nineteenth Century Debate, Cambridge, 2008.